# Mesjid (Matangkuli)
Mesjid is een bestuurslaag in het regentschap Aceh Utara van de provincie Atjeh, Indonesië. Mesjid telt 382 inwoners (volkstelling 2010).